# Caroline Dallarosa
Caroline Dallarosa Chaniuk (Campo Largo, 19 de janeiro de 1998), mais conhecida como Caroline Dallarosa, é uma atriz brasileira, reconhecida por interpretar Anjinha em Malhação: Toda Forma de Amar (2019) , Arminda, na telenovela Além da Ilusão (2022), e Marina em Tá Escrito (2023).

## Início de vida
Caroline Dallarosa nasceu e foi criada em Campo Largo, no estado do Paraná. É filha da empresária Mirtes Dallarosa e de Paulo Marcos Chaniuk, cabo da polícia militar assassinado em janeiro de 2018. Caroline tem um irmão mais velho.

## Carreira
Caroline começou a fazer aulas de teatro na infância, ainda em Campo Largo. Enquanto frequentava a faculdade de Publicidade e Propaganda a atriz, que hoje cursa Arqueologia, foi selecionada para um dos papéis centrais em  Malhação: Toda Forma de Amar, da TV Globo. . Interpretando Anjinha, filha de um policial, Caroline passou a praticar futebol e muay thai para dar vida à mesma.
Após o bem-sucedido trabalho na produção, recebeu um convite para interpretar Arminda, filha dos personagens dos veteranos Paulo Betti e Alexandra Richter, que integravam o núcleo cômico da novela Além da Ilusão. , outro projeto da emissora carioca que já pôs à prova a versatilidade da artista. A confirmação de sua participação em setembro de 2021 foi seguida pela estreia em fevereiro do ano seguinte.
O ano de 2023 trouxe Caroline fazendo sua estreia no cinema. Assumindo o papel de Marina no filme Tá Escrito, lançado em dezembro, Dallarosa repetiu a parceria em cena com a atriz Larissa Manoela, com quem havia atuado na novela das 6 da Globo. O longa-metragem conquistou o oitavo lugar nas bilheteiras nacionais na semana de sua estreia e, três meses após, foi adicionado ao catálogo do Globoplay.  
Voltou às novelas em 2025 com uma participação especial em Garota do Momento como a estagiária de publicidade Camila, repetindo a parceria com a autora Alessandra Poggi, com quem já havia trabalhado em Além da Ilusão. 
Sua habilidade como comunicadora, aliada à sua espontaneidade, a catapultou para o sucesso orgânico também no TikTok, onde conta com audiência de mais de 2,7 milhões de seguidores e acumula mais de 45 milhões de curtidas em seus vídeos.

## Vida pessoal
Caroline está em um relacionamento com o empresário Solano Rodrigo desde outubro de 2018. Em janeiro de 2023 o casal anunciou o noivado.

## Filmografia

### Televisão
| Ano       | Trabalho                     | Papel                             | Notas                     |
| --------- | ---------------------------- | --------------------------------- | ------------------------- |
| 2019–2020 | Malhação: Toda Forma de Amar | Angela Mello dos Santos (Anjinha) |                           |
| 2022      | Além da Ilusão               | Arminda Figueiredo Andrade        | [ 14 ]                    |
| 2025      | Garota do Momento            | Camila Amorim                     | Episódios: "5–19 de maio" |

### Cinema
| Ano  | Filme      | Papel  | Notas  |
| ---- | ---------- | ------ | ------ |
| 2023 | Tá Escrito | Marina | [ 16 ] |